# Иргей
Иргей — село в Нижнеудинском районе Иркутской области.

## География
Село находится в 44 км от Тулуна и в 90 км от Нижнеудинска.

## Топонимика
Название Иргей происходит от бурятского эрье — берег. В прошлом здесь жили буряты.
По мнению Станислава Гурулёва, данный топоним образован от бурятского иргай — кизильник.

## История
Деревня была основана в 1896 году как переселенческий участок на 343 домохозяйства. Заселение началось в 1898 году. 
Заселялась переселенцами из Гомельского уезда Могилёвской губернии (ныне Гомельская область, Белоруссия). Вначале в окрестности населённого пункта приехал Вавила Семёнович Барановский, позже поселившийся неподалёку. Узнав о бесплатной раздаче земли, он вернулся на родину, а позже приехал назад вместе с первыми жителями. Ими были Иван Барковский с тремя сыновьями (Ефим, Семён и Яков), Трофим Степанович Боровик, Фома Макаров и Тимофей Смоловский. Несколько семей поселились неподалёку, возле располагавшегося рядом с Иргеем озера.
Дорога до Московского тракта строилась переселенческим управлением Иркутской губернии в 1914 году.
В середине 1920-х Вавилой Барановским из жителей села была организована артель, к 1928 году туда вступили все иргейцы. Данная артель занималась сельским хозяйством, в частности, молочным животноводством. Позже в Иргее был организован колхоз «Первое мая».
5 мая 1940 года населённый пункт практически полностью сгорел, уцелели только 3 дома. Многие жители покинули населённый пункт, остальные же построили новые дома, и село было восстановлено.
Многие жители деревни принимали участие в Великой Отечественной войне.

## Население
По данным Всероссийской переписи населения 2010 года население НП составило 282 человек

## Власть
Село в административном плане относится к Иргейскому муниципальному образованию Нижнеудинского района
Иркутской области.